# 岡山ドーム

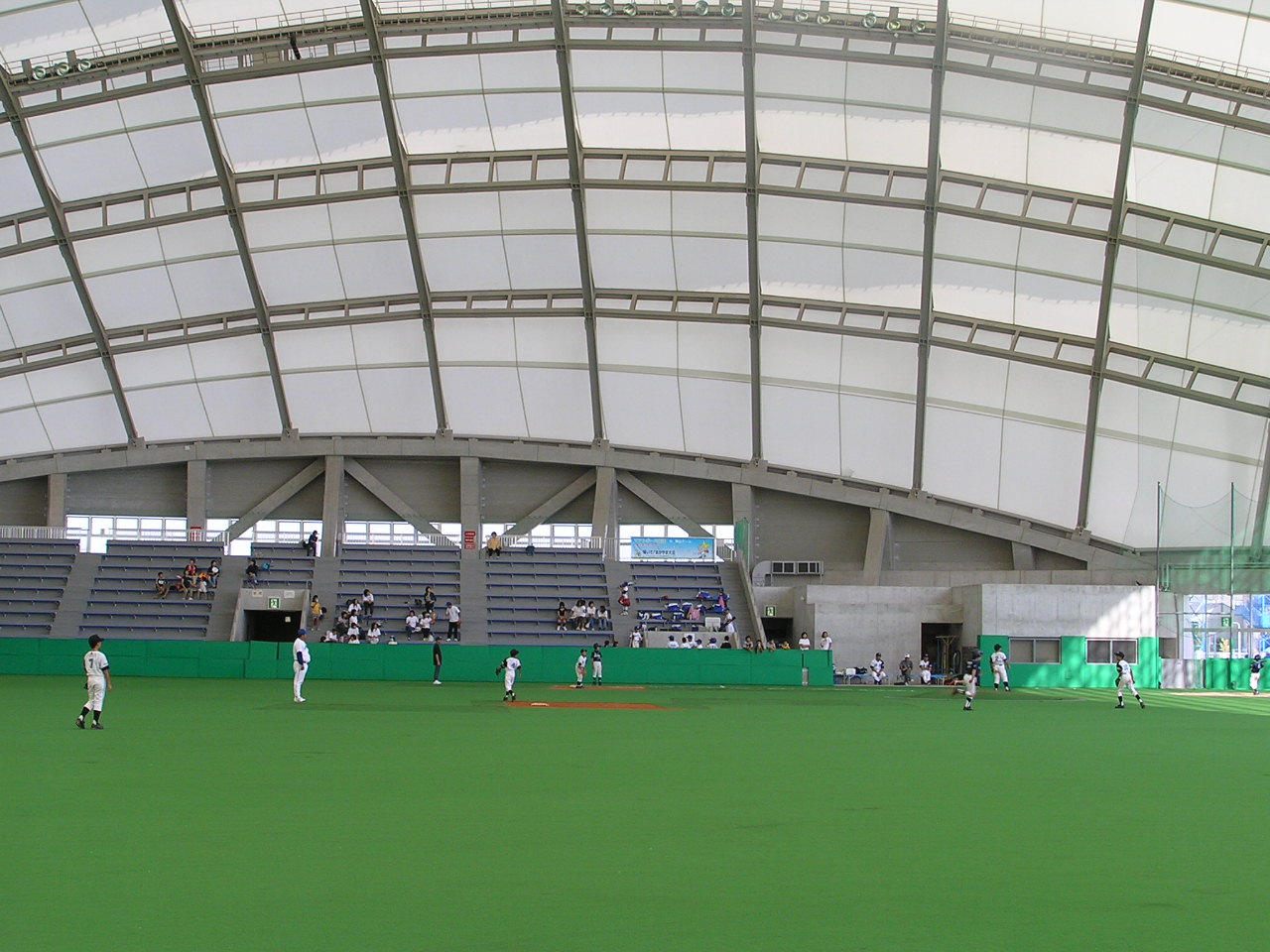
内部

岡山ドーム（おかやまドーム）は、岡山県岡山市北区北長瀬表町一丁目にある多目的ドームである。

## 概要
岡山市土地開発公社が所有する「旧国鉄操車場跡地」（総面積23.7ヘクタール）のうち、財団法人岡山市公園協会が指定管理者として管理運営する岡山操車場跡地公園内に2003年、岡山市の多目的施設として総工費20億円で建設された。
岡山市出資のエックススポーツジャパン株式会社が岡山市公園協会から受託する形で、隣接するアクションスポーツパーク岡山とともに管理運営していたが、2011年4月1日から岡山市（北区役所維持管理課、都市整備局公園緑地課）の直営管理に移行した。
軟式野球、少年野球、ソフトボール、その他の室内スポーツが行えるほか、コンサートやフリーマーケット、同人誌即売会、岡山市成人式などのイベント会場としても使用されている。2006年までおかやま桃太郎まつりのプログラムの一つ、うらじゃの一部も行われた。

### 国鉄岡山操車場跡地の再開発
国鉄岡山操車場は1921年10月1日に開業し、陰陽連絡および四国連絡輸送の玄関口として山陽本線・伯備線・宇野線を発着する貨物列車の組成を行っていたが、1984年2月1日に操車場機能を停止した。1987年の国鉄分割民営化にともない、一部を残して用地の大半が日本国有鉄道清算事業団に移管された。1990年には操車場用地の南に隣接していたJR貨物西岡山駅が「着発線荷役方式」導入のため岡山操車場内に移転し、西岡山駅旧駅跡地も国鉄清算事業団用地となった。
一方岡山市は1986年、市制施行100周年の目玉事業としてチボリ公園を岡山操車場跡地に誘致する構想を発表し、1990年に西岡山駅旧駅構内を含む国鉄清算事業団用地を特殊公園の「岡山チボリ公園」（面積15.4ヘクタール）とし、その東側（同3ヘクタール）を駐車場用地とする都市計画決定を行った。1991年に岡山市はチボリ公園計画から撤退したが、岡山市土地開発公社は1994年、特殊公園区域を含む国鉄清算事業団用地（面積20.5ヘクタール）を182億円で購入。その後2004年にかけて周辺用地3.2ヘクタールを購入した。
岡山市は岡山操車場跡地の利用方法として、用地の中央に位置する特殊公園区域に「カヌー公園」や3万人収容のサッカー場を建設する計画を相次いで立てたもののいずれも頓挫。その後特殊公園区域を「岡山操車場跡地公園」として岡山市公園協会に管理を委託し、公園東地区（面積約8ヘクタール）にアクションスポーツパーク岡山（2001年）と岡山ドーム（2003年）を建設した。
公園区域以外の用地については2005年、隣接する山陽本線にJR西日本北長瀬駅が開業し駅の南口が設けられたが、公園西地区を含む残る約12ヘクタールの利活用のめどは立っていない。岡山市は2010年、公園区域外の西ブロックを「総合福祉の拠点」として医療・福祉施設を置き、東ブロックを「生活拠点」として居住地域とする基本方針をまとめ、このうち西ブロックの一部（1.8ヘクタール）については、仮称「岡山総合医療センター（現・岡山市立市民病院）」の用地とする考えを明らかにした。

## 施設
- グラウンド面積 － 7,300m2　（両翼80m、センター93m）
- グラウンド仕様 － 人工芝（ノンサンド）固定（一部脱着式）
- 天井部 － 10～35m（最高部の高さ35m）
- 観客席 － 1,000席　（1塁側固定席658、1塁側立見席274、3塁側固定席68）
  - コンサート開催時 － 6,738席（仮設アリーナ席5,738）
- スコアボード － 手動

- 駐車場　1,000台
- 利用時間　9:00～21:00
- 休業日
  - 原則として火曜日　
  - 年末年始
- 所在地　岡山県岡山市北区北長瀬表町一丁目1番1号

## 周辺施設
- 岡山西部総合公園（建設中）
- アクションスポーツパーク岡山（スケートパーク）廃止
- 多目的広場

## アクセス
- 鉄道 － JR西日本山陽本線北長瀬駅より徒歩7分。
- 路線バス － 岡山駅東口バスターミナル6番のりばから｢下撫川・中庄線｣（両備バス、岡電バス、下電バス共同運行）乗車、｢岡山ドーム入口｣下車。